# De Temporada
De Temporada es un álbum recopilatorio de varios artistas perteneciente a la colección de CD Los Discos De La Luna, editado en 1999, está compuesto por 12 canciones, perteneciente a la compañía discográfica PolyMedia, y el álbum trata de Grupos Pop Que Marcaron Época, en la portada del álbum se refleja la imagen de una sandía con unas cuántas semillas negras que tienen forma de nota musical.

## Prólogo
En el libreto interior del álbum se visualiza el texto del prólogo :
Un Repaso A Lo Más Jugoso Del Pop Español
La música pop siempre ha tenido la fragilidad del producto perecedero. Objetivo del consumo inmediato, fast-food sonoro pendiente de la fecha de caducidad. el pop es como un hijo mimado del tiempo que le ve nacer. Versión familiar y diminutiva de la música popular, el pop es, por definición, un arte coyuntural y momentáneo, fiel reflejo de las cosechas estéticas que brotan en un determinado terreno, futo jugoso un día y sobras podridas al siguiente; aun así, sirve de abono para la recolección venidera, que se nutrirá del poso que dejaron las viejas canciones. Solos las mejores composiciones del género consiguen aguantar el paso de las estaciones y las modas. Son aquellas capaces de rememorar el gusto que dejaron en el paladar los sabores de un determinado momento. El pop español, como el de cualquier otra parte, es producto de temporada, y lo que proponemos es un repaso a los ejemplares más notables de la gran época de esta música tan inmediata, así como el pertinente vistazo a los ejemplares más frescos del momento. Para ello ofrecemos un nutrido bodegón de grupos y canciones, comenzando con un tótem del género aquel Enamorado De La Moda Juvenil con el que Radio Futura marcara una época del pop hispano. Más cercano en el tiempo está el Vapor de Los Especialistas o El Rey de La Marabunta. El descaro está encarnado en Por las noches de Los Ronaldos, y la visión más oscura del asunto viene de la mano de La Mode y su Enfermera De Noche. Los skatalíticos Malarians avisan que Pierdes El Tren, mientras que Mamá solo piensa en lo único: Ligarse A Vicky. El pop-rock caliente de Nel-Lo nos lleva Derechito Al Infierno y la impronta naif de Los Nikis a conocer a Ernesto. La ironía mordiente de Ciudad Jardín nos lleva a recorrer las curvas de Emmanuelle Negra y Rico apuesta con Suerte, con toda la experiencia de Nacha Pop detrás.
Que cunda.
Especialidad De La Casa
Siempre hay un plato que destaca en la carta. Esta vez nos decidimos por un postre de enjundia: el canto elegíaco a una movida que se acababa, Perlas Ensangrentadas, de Alaska y Dinarama, fue un buen plato final para une época en que se desarrolló lo mejor del pop nacional. Es un dulce que tiene el sabor agridulce de la despedida a unos años difícilmente repetibles. Quizá por eso sabe mejor.

## Canciones
| N.º | Título                         | Intérprete                 | Duración |  |
| 1.  | «Enamorado de la moda juvenil» | Radio Futura               |          |  |
| 2.  | «Vapor»                        | Los Especialistas          |          |  |
| 3.  | «Perlas ensangrentadas»        | Alaska y Dinarama          |          |  |
| 4.  | «El rey»                       | La Marabunta               |          |  |
| 5.  | «Por las noches»               | Los Ronaldos               |          |  |
| 6.  | «Enfermera de noche»           | La Mode                    |          |  |
| 7.  | «Pierdes el tren»              | Malarians                  |          |  |
| 8.  | «Ligarse a Vicky»              | Mamá                       |          |  |
| 9.  | «Derechito al infierno»        | Nel-Lo Y La Banda Del Zoco |          |  |
| 10. | «Ernesto»                      | Los Nikis                  |          |  |
| 11. | «Suerte»                       | Rico                       |          |  |
| 12. | «Emmanuelle Negra»             | Ciudad Jardín              |          |  |